# Beatrix von Portugal

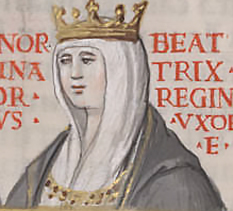
Beatrix von Portugal

Beatrix von Portugal (portugiesisch Beatriz; auch Brites genannt; * wohl Februar 1373 in Coimbra; † nach 1409) war als Gattin des kastilischen Königs Johann I. von 1383 bis 1390 Königin von Kastilien und León.

## Leben
Beatrix war die einzige Tochter des portugiesischen Königs Ferdinand I. und seiner Gemahlin Leonore Teles de Menezes; ihre beiden Brüder starben noch im Kleinkindalter. Nachdem Ferdinand nach einem verlorenen Krieg gegen den kastilischen König Heinrich II. von Trastámara am 19. März 1373 den schmählichen Frieden von Santarém hatte schließen müssen, schien das seither bessere Einvernehmen der benachbarten Monarchen noch mehr gesichert, als Ferdinand seine kleine Tochter und mutmaßliche Thronerbin Beatrix 1376 mit dem Herzog Friedrich von Benavente, einem unehelichen Sohn Heinrichs II., verlobte. Als aber der kastilische König im Mai 1379 starb und ihm sein Sohn Johann I. auf den Thron folgte, handelte dieser im folgenden Jahr 1380 mit der portugiesischen Seite einen Vertrag über eine spätere Ehe zwischen seinem ältesten, erst einjährigen Sohn Heinrich und Ferdinands Tochter aus. Es wurde festgesetzt, dass im Fall des vorzeitigen Ablebens einer der künftigen Eheleute dessen Reich dem Überlebenden zufallen solle. Die portugiesischen und kastilischen Cortes bestätigten diesen Vertrag.
Indessen kam es 1381 zu einem weiteren Krieg zwischen Portugal und Kastilien, in dem Ferdinand von England unterstützt wurde. Im Juli 1381 landete Edmund of Langley, 1. Duke of York, der fünfte Sohn des englischen Königs Eduard III., mit Verstärkungstruppen in Portugal. Nun wurde Beatrix mit Edmunds achtjährigem Sohn Edward vermählt und die Hochzeit feierlich begangen. Das kindliche Paar bestieg in Gegenwart zahlreicher Adliger und Prälaten symbolisch das Ehebett. Nach dem Friedensschluss zwischen Ferdinand und Johann I. von Kastilien im August 1382 zogen die Engländer wieder ab und der Papst annullierte die Ehe von Edward und Beatrix, weil beide noch minderjährig waren. Der Ausgleich zwischen Portugal und Kastilien sah vor, dass Beatrix stattdessen mit Ferdinand, dem zweiten Sohn König Johanns I. von Kastilien, verheiratet werden sollte. Zur besseren Absicherung der Thronfolge ihrer Tochter ließen Ferdinand und seine Gattin aber Juan Fernández Andeiro, Graf von Ourém, Anfang 1383 mit der kastilischen Seite erneut verhandeln und erreichten, dass der seit kurzem verwitwete Johann I. nun selbst Beatrix zur Gemahlin nehmen würde. Im Vertrag von Salvaterra de Magos (2. April 1383) war jedoch bestimmt, dass nach dem Tod Ferdinands zunächst die Regentschaft Portugals auf Leonore Teles de Menezes übergehen würde, bis ein Sohn von Beatrix das 14. Lebensjahr erreicht hätte, und verschiedene weitere Klauseln des Ehevertrags sollten Portugals völlige Vereinigung mit Kastilien verhindern. Nach der Verlobung von Beatrix und Johann I. zu Estremoz fand die Trauung des Paares am 17. Mai 1383 in der Domkirche der Grenzstadt Badajoz statt; die Braut war damals erst 10 Jahre alt.
Bald danach starb König Ferdinand am 22. Oktober 1383. Seine Witwe Leonore Teles übernahm nun die Regentschaft im Namen ihrer Tochter Beatrix, wollte diese aber entgegen deren Ehevertrag auf Wunsch des kastilischen Königs sofort zur Königin Portugals proklamieren lassen. Das portugiesische Volk wünschte aber keinen Anschluss seines Staates an Kastilien. Bald kam es zu einem von Johann, dem Großmeister des Avis-Ritterordens und Halbbruder des verstorbenen Königs Ferdinand, angeführten Aufstand gegen die ohnehin unbeliebte Königinwitwe (Revolution von 1383). Johann I. von Kastilien drang daraufhin mit seinen Truppen in Portugal ein und nötigte im Jänner 1384 Leonore Teles, ihre Regentschaft zu Gunsten ihrer Tochter niederzulegen. Ab März belagerte er sodann mehrere Monate lang das von Johann von Avis verteidigte Lissabon. Unter den kastilischen Truppen brach dann aber die Pest aus und lichtete ihre Reihen. Als Beatrix sich ebenfalls mit dieser Seuche angesteckt zu haben schien, zogen die Kastilier schließlich im September 1384 wieder ab.
Zur Klärung der portugiesischen Thronfolge wurden im März 1385 die Cortes nach Coimbra einberufen. Für die Ansprüche Johanns von Avis setzte sich dabei der u. a. an der Universität Bologna ausgebildete Rechtsgelehrte João das Regras ein. Dieser eloquente Jurist suchte die legitime Abkunft von Beatrix in Zweifel zu ziehen, weil deren Eltern zuerst nur eine heimliche Ehe eingegangen waren und Leonore Teles außerdem auch Umgang mit anderen Liebhabern gepflegt habe. Daher wäre es unsicher, ob Beatrix vor oder nach der Hochzeit ihrer Eltern gezeugt worden sei; es stehe nicht einmal fest, ob Ferdinand tatsächlich ihr Vater sei. Auch gegen einen anderen aussichtsreichen Anwärter auf den portugiesischen Thron, Ferdinands weiteren Halbbruder Johann, den der kastilische König deshalb internieren hatte lassen, brachte João das Regras erfolgreiche Argumente vor, so dass die Cortes von Coimbra am 6. April 1385 Johann von Avis zu ihrem neuen König wählten. Nach der vernichtenden kastilischen Niederlage in der Schlacht von Aljubarrota (14. August 1385) war die Herrschaft Johanns von Avis gesichert, auch wenn sich der kastilische König und seine Gemahlin Beatrix weiterhin König und Königin von Portugal nannten.
Die Ehe von Beatrix und ihrem Gemahl blieb wohl kinderlos. Am 9. Oktober 1390 erlag Johann I. von Kastilien den Folgen eines Sturzes vom Pferd. Nachfolger wurde sein noch minderjähriger Sohn aus erster Ehe, Heinrich III., der 1380 kurzzeitig mit Beatrix verlobt gewesen war. Ins Exil gegangene portugiesische Adlige forcierten weiterhin Beatrix’ Thronansprüche, die aber Heinrich III. gemäß einem von ihm 1402 mit dem König von Portugal getroffenen Abkommen nicht unterstützte. Beatrix’ genaues Todesjahr ist unbekannt; sie dürfte um 1420 in Kastilien gestorben sein und wurde in einem Kloster in Toro beigesetzt.